# عزت الله أكبري
عزت الله أكبري (20 أغسطس 1992 في جويبار، إيران) هو مصارع إيراني.

## روابط خارجية
- عزت الله أكبري على موقع قاعدة بيانات المصارعة الدولية (الإنجليزية)